# Paul Weber (Politiker, 1875)
Paul Weber (* 30. Dezember 1875 in Halberstadt; † 6. November 1958 in Magdeburg) war ein deutscher Politiker. Von 1920 bis 1932 war Paul Weber Regierungspräsident des preußischen Regierungsbezirks Magdeburg in der Provinz Sachsen.

## Leben

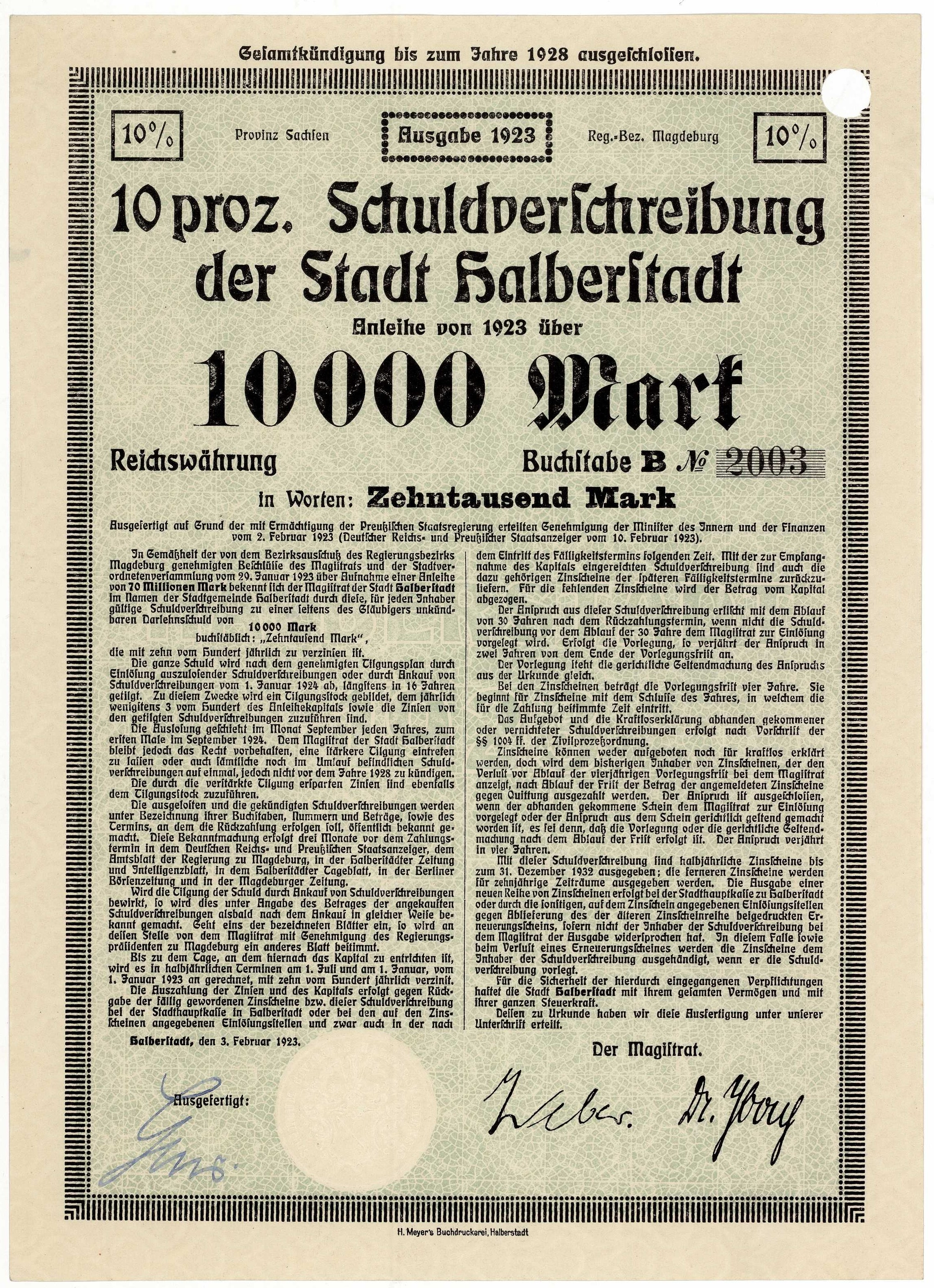
Schuldverschreibung über 10000 RM der Stadt Halberstadt vom 3. Februar 1923 mit Unterschrift von Paul Weber als Mitglied des Magistrats der Stadt Halberstadt

Weber war zunächst Handschuhmacher in Halberstadt und trat früh der Sozialdemokratischen Partei Deutschlands bei. Politisch aktiv im Rahmen der Kommunalpolitik Halberstadts, wurde er nach der Novemberrevolution (1918/19) im Jahre 1919 besoldeter Stadtrat und 1920 zum Oberbürgermeister von Halberstadt gewählt. Daneben war Weber auch Abgeordneter im Provinziallandtag der Provinz Sachsen. Im Jahre 1926 wurde er zum Vorsitzenden des Provinzialausschusses der Provinz Sachsen gewählt. Gleichzeitig war Weber mittlerweile auch 1. Vorsitzender des Provinziallandtages der Provinz Sachsen. Im Jahre 1930 wurde er schließlich zum Regierungspräsidenten zu Magdeburg ernannt. Infolge des Preußenschlages wurde Weber 1932 seines Amtes enthoben. Als „Parteibuchbeamter“ diffamiert, sah er sich während der Zeit des Nationalsozialismus vielfältigen Verfolgungen und Demütigungen ausgesetzt.  In der Zeit der Sowjetischen Besatzungszone und der DDR wurde Weber isoliert, da er führender „rechter“ sozialdemokratischer Mandatsträger und Inhaber hoher Staats- bzw. Verwaltungsämter in der Zeit der Weimarer Republik gewesen war.
Seine Vaterstadt Halberstadt machte ihn aufgrund seiner großen Verdienste als Oberbürgermeister von 1920 bis 1930 am 10. September 1948 zum Ehrenbürger. Dies ist auch auf die seinerzeit noch relativ starke Position der Sozialdemokraten in Halberstadt zurückzuführen.